# Aancistroger
Aancistroger là một chi côn trùng cánh thẳng, thuộc phân họ Hyperbaeninae, tông Phryganogryllacridini.  Đặc điểm chung của loài được công bố bởi Bian, Jing Liu & Zizhong Yang, ghi nhận loài phân bố tại Trung Quốc và bán đảo Đông Dương.
Ghi chú: không nên nhầm lẫn chi này với chi Anancistrogera thuộc tông Gryllacridini.

## Loài
Orthoptera Species File ghi nhận các loài sau:
1. Aancistroger elbenioides (Karny, 1926)
2. Aancistroger inarmatus Ingrisch, 2018
3. Aancistroger primitivus Gorochov, 2005
4. Aancistroger similis Gorochov, 2008
5. Aancistroger sinicus Bey-Bienko, 1957 - loài điển hình
6. Aancistroger vietus Gorochov, 2004